# SN 2002ee
SN 2002ee – supernowa typu II-P odkryta 29 lipca 2002 roku w galaktyce NGC 5772. W momencie odkrycia miała maksymalną jasność 18,40m.